# Kiruna FF
Kiruna Fotbollförening (kortweg Kiruna FF) is een Zweedse voetbalclub uit Kiruna, de noordelijkste stad van Zweden.
De club ontstond als Kiruna FF/BoIS in 1970 als een fusie tussen Kiruna AIF, IFK Kiruna, Kebne IK en Kiruna BK. In 2009 werd de huidige naam aangenomen. Eind jaren 80, begin jaren 90 had de club haar succesvolste periode toen ze op het tweede niveau speelde. In 1992 nam de club deel aan de Intertoto Cup waar Kiruna laatste werd in een groep met Slovan Bratislava, Vaci Izzo MTE en Aarhus GF. 

## Bekende (oud-)spelers
- Vesa Tauriainen (1989)